# Godfryd II Martel
Godfryd II Martel (ur. 14 października 1006, zm. 14 listopada 1060) – hrabia Andegawenii, syn hrabiego Fulka III Czarnego i Hildegardy z Sundgau.
Był człowiekiem o walecznym usposobieniu i praktycznie przez całe panowanie toczył wojny. Jego przeciwnikami byli książęta Akwitanii, Normandii i hrabiowie Blois. Godfryd musiał się również zmierzyć z rosnącymi ambicjami biskupa Mans, Gerwazego. Godfrydowi udało się jednak utrzymać zwierzchnictwo nad hrabstwem Maine. Jeszcze zanim po śmierci ojca w 1040 r. został hrabią Andegawenii rozciągnął swoją władzę nad Saintonge, gdzie ufundował opactwo w Saintes.
Gesta Normannorum Ducum tak opisuje hrabiego Andegawenii: Godfryd, hrabia Andegawenów, nazywany Martel, mąż zdradziecki w każdym względzie, często najeżdżał i wywierał naciski na swoich sąsiadów.
Zimą 1042/1043 r., w sojuszu z królem Francji Henrykiem I, oblegał miasto Tours i je zdobył. 21 sierpnia 1044 r. pokonał hrabiego Blois Tybalda III w bitwie pod Noey i wziął go do niewoli. Wkrótce potem doszło do sporów między Godfrydem a Henrykiem, które doprowadziły do zerwania sojuszu. Król i hrabia pogodzili się ponownie dopiero ok. 1052 r. Występują oni razem na dokumencie z sierpnia tegoż roku. Wcześniej, 26 marca 1051 r., Godfryd zdobył miasto Mans.
W 1052 r. Godfryd rozpoczął swój konflikt z księciem Normandii Wilhelmem II. Działając w porozumieniu z królem Henrykiem zaatakował Normandię i zdobył miasta Domfront i Alençon. Wilhelm rozpoczął oblężenie Domfront, które przeciągnęło się do zimy 1052 r. Wtedy zdradził kuzyn Wilhelma, hrabia Wilhelm d’Arques, który zbuntował się przeciwko księciu. Wilhelmowi udało się jednak odbić utracone miasta i wyprzeć wojska Godfryda z powrotem do Maine.
Kiedy Godfryd zbierał siły po klęsce Wilhelm obległ buntownika w jego zamku w Arques. Odsiecz króla Henryka I zawiodła i hrabia Wilhelm poddał się księciu. Został on skazany na banicję. Latem 1053 r. rebelia dobiegła końca. Pod koniec stycznia lub na początku lutego 1054 r. król Henryk i Godfryd ponownie zaatakowali Normandię i pomaszerowali wzdłuż Sekwany w kierunku Rouen. Najazd został jednak odparty.
W następnych latach do Wilhelm przejął inicjatywę i przeniósł działania wojenne do hrabstwa Maine. W 1057 r. król Henryk i hrabia Godryd zebrali liczną armię i ponownie zaatakowali Normandię. Wilhelm musiał ustąpić przed przewagą sprzymierzonych władców. Cofał się coraz głębiej w swoje księstwo. Zaatakował dopiero, kiedy francusko-andegaweńska armia przekraczała rzekę Dives. Kiedy połowa armii już się przeprawiła Wilhelm zaatakował ją i pokonał. Reszta armii pozostała na drugim brzegu rzeki i wkrótce się wycofała. Godfryd nigdy już nie zaatakował Normandii. Swoje siły poświęcił obronie Maine przed Wilhelmem, którą prowadził aż do swojej śmierci 14 listopada 1060 r.
Godfryd był kilkakrotnie żonaty, ale nie doczekał się potomstwa. Jego pierwszą żoną była Agnieszka (995 – 10 listopada 1068), córka księcia Burgundii Otto Wilhelma i Ermentrudy, córki hrabiego Renalda z Reims. Ślub odbył się w 1032 r. Para rozwiodła się między 1048 a 1052 r. Później Godfryd poślubił Grację z Langeais, którą następnie oddalił aby poślubić Adelę, córkę "hrabiego Odona". Rozwiódł się z nią jednak i ponownie związał się z Gracją. Jego ostatnią żoną była Adelajda, kobieta niemieckiego pochodzenia.
Pod koniec życia został mnichem w Saint-Nicolas d’Angers. Zmarł w 1060 r. jego następcą został jego siostrzeniec, Godfryd III Brodaty.